# إيدل تورينت
إيدل تورينت (مواليد 9 سبتمبر 1986) هو ملاكم كوبي، مثّل بلاده في الألعاب الأولمبية الصيفية 2008.

## روابط خارجية
إيدل تورينت على موقع أوليمبيديا (الإنجليزية)